# 사무라이 쇼다운 64: 워리어즈 레이지
《사무라이 쇼다운 64: 워리어즈 레이지》(Samurai Shodown 64: Warriors Rage)는 갈라파고스 팀이 개발하고 SNK이 배급한 1998년 3D 대전 격투 게임이다. 《사무라이 쇼다운 64》의 후속작으로, 마찬가지로 하이퍼 네오지오 64 기판으로 제작됐다. 일본에서는 《사무라이 스피리츠 2: 아수라 참마전》(SAMURAI SPIRITS 2 アスラ斬魔伝)이라는 제목으로 발매됐다.
《소울 엣지》같은 완전 3D 격투 게임이었던 전작 《사무라이 쇼다운 64》와는 달리, 이번 작에선 동시대의 《스트리트 파이터 EX》처럼 3D 그래픽 위에 소소한 회피 동작을 제외하면 전부 2D 형식인 게임플레이로 바뀌었다. 또한 《사무라이 쇼다운 IV》에서 선보였던 콤보가 도입됐다.
하이퍼 네오지오 64 플랫폼의 상업적 실패 후, 아케이드를 제외한 다른 플랫폼으로는 이식되지 않았다.